# Little League
Die Little League ist eine Non-Profit-Organisation in den Vereinigten Staaten, die Baseball- und Softball-Ligen für Kinder und Jugendliche veranstaltet. Sie konzentriert sich mit mehreren Millionen Spielern in ihren Ligen auf die USA, ist aber weltweit tätig. Carl Stotz gründete die Little League 1939 mit drei Teams in Williamsport, Pennsylvania. Ihr Hauptquartier liegt heute in South Williamsport. In den USA selbst wird Little League oft als Metapher für glückliches US-amerikanisches Familienleben benutzt.
In Little Leagues spielen Jungen und Mädchen zwischen 5 und 18 Jahren. Die Ligen sind in sechs Altersklassen unterteilt: Tee Ball, Minors, Little (oder Majors), Junior, Senior und Big. Die Altersbegrenzungen sind dabei über die verschiedenen Ligen nicht einheitlich, gerade in den jüngeren Klassen bestehen regional große Unterschiede. In der Little League spielen normalerweise 11- und 12-jährige, bei den Juniors 13- und 14-jährige, Seniors 15- und 16-jährige und Big 17- und 18-jährige. Viele Ligen erlauben auch Jugendlichen, die ein Jahr jünger sind, bereits in den Ligen zu spielen. Die Challenger Division ist für Kinder mit Behinderungen. Zu den Zielen der Little League zählen neben dem reinen Spaß auch erzieherische Ziele, wie das Erlernen von Teamwork, Sportsgeist und Fairness.
Jährlich werden acht World Series ausgetragen, je zwei in Little-, Junior-, Senior- und Big-League, jeweils in Softball und Baseball. Die bekannteste ist die Little League World Series, die jährlich im August in South Williamsport, Pennsylvania stattfindet. In Turnieren in den USA (inklusive der Jungfern- und Marianeninseln sowie Puerto Rico) finden ebenso wie im Rest der Welt Qualifikationsturniere dafür statt. 2003 beispielsweise gab es welche in Kanada, Deutschland, Polen, diversen lateinamerikanischen und asiatischen Staaten.

## Schutz vor Überlastungsschäden
Zu viele maximale Würfe beeinträchtigen die Entwicklung der Spieler gerade im Kindes- und Jugendalter. Da College-Pitcher durchschnittlich knapp 100 maximale Würfe pro Spiel, d. h. 1200 in der 13-wöchigen Saison werfen müssen (Ersatzpitcher durchschnittlich nur 250), sind es vor allem die besten Werfer, die ein erhebliches Überlastungsrisiko eingehen. Um dies bei Kindern und Jugendlichen zu begrenzen, sie aber dennoch auf das Baseballspiel der Erwachsenen vorzubereiten, hat die Little League Schutzvorschriften erlassen. Diese legen je nach Alter und der Anzahl an Würfen pro Tag fest, wie viele Erholungstage ohne Würfe in der Folge eingelegt werden müssen. So soll sichergestellt werden, dass die Besten nicht frühzeitig verheizt werden. Zur Kontrolle müssen die Scorer auch die Wurfstatistik führen.